# Entosphenus macrostoma
Entosphenus macrostoma – gatunek bezżuchwowca z rodziny minogowatych (Petromyzontidae). 

## Zasięg występowania
Płd. część kanadyjskiej wyspy Vancouver. Występuje w zlewisku dwóch jezior: Cowichan oraz Mesachie. Istnieją również niepotwierdzone doniesienia o jego występowaniu na terenie USA.

## Budowa ciała
Osiąga 11,8–27,3 cm. Masa ciała osobnika o długości około 22 cm wynosi około 20 g.  Wzdłuż ciała od 59 do 70 miomerów. Procentowe proporcje długości poszczególnych części ciała są następujące: odcinek przedskrzelowy – 14,3–17,6% długości całkowitej, odcinek skrzelowy 9,4–12,6%, tułów 37,5–48,2%, ogon 20,9–31,7%, oko 2,2–3,5%, przyssawka 6,5–11,7%. Płetwa ogonowa ma kształt łopatkowaty.
Ubarwienie ciała dorosłego, zakonserwowanego osobnika jest jednolicie ciemne, prawie czarne. Płetwy stosunkowo mocno wybarwione. Linia boczna ciemno pigmentowana. 

## Biologia i ekologia

### Tryb życia
Ślepice są spotykane w mule lub piasku w spokojnych, przyujściowych (około 100 metrów) odcinkach strumieni wpadających do zamieszkiwanych przez ten gatunek jezior. Osobniki dorosłe schodzą do jezior, gdzie prowadzą pasożytniczy tryb życia przez co najmniej 2 lata. Doświadczenia pokazały, że dorosłe są w stanie przetrwać w słonej wodzie, choć unikają jej mimo możliwości dotarcia do morza.

### Odżywianie
Osobniki dorosłe pasożytują na dwóch gatunkach łososi z rodzaju Oncorhynchus – łososiu Clarka oraz kiżuczu. Wygryzają one rany sięgające głęboko w mięśnie a nawet do jam ciała. Na jednej rybie mogą żerować nawet trzy osobniki Entosphenus macrostoma. Od 50 do 80% ryb występujących w jeziorach zamieszkiwanych przez ten gatunek nosi ślady ataków tego minoga, zaś,  szacunkowo,około 15% tych ataków, prawdopodobnie, kończy się śmiercią żywiciela.

### Rozród
Tarło dobywa się na żwirowych płyciznach w jeziorach, bądź w przyujściowych odcinkach wpadających do nich strumieni, mniej więcej między 1 czerwca a 20 sierpnia.